# ほしねこ
『ほしねこ』は、日本のシンガーソングライター伊東歌詞太郎のミニアルバム。2016年3月18日発売。

## 概要
前作『二律背反』から約1年ぶり、ミニアルバムとしては『my little white cat』から約3年ぶりのリリースとなった。
本作には、2014年にボーカロイド作品として動画投稿サイトに投稿し、のちに自身の歌唱動画も公開した「ミルクとコーヒー」や、ボーカロイド楽曲のカバーの他、自身が手掛けた新曲が収録されている。
今作の既発曲は全曲ボーカルを再レコーディングした新録となっており、オリジナル楽曲は100曲以上の未発表曲の中から選曲したという。

## 収録曲
| #         | タイトル             | 作詞         | 作曲         | 編曲      |      |
| --------- | -------------------- | ------------ | ------------ | --------- | ---- |
| 1.        | 「北極星」           | 伊東歌詞太郎 | 伊東歌詞太郎 |           |      |
| 2.        | 「タワー」           | KEI          | KEI          |           |      |
| 3.        | 「ミルクとコーヒー」 | 伊東歌詞太郎 | 伊東歌詞太郎 |           |      |
| 4.        | 「Role Praying」     | 伊東歌詞太郎 | 伊東歌詞太郎 |           |      |
| 5.        | 「君をつれて」       | 伊東歌詞太郎 | 伊東歌詞太郎 |           |      |
| 6.        | 「シリョクケンサ」   | 40mP         | 40mP         |           |      |
| 7.        | 「猪突猛進ガール」   | れるりり     | れるりり     |           |      |
| 8.        | 「よだかの星」       | 伊東歌詞太郎 | 伊東歌詞太郎 |           |      |
| 合計時間: | 合計時間:            | 合計時間:    | 合計時間:    | 合計時間: | 0:00 |

## 演奏
- たるとP：Sound Engineer, Arrangement

## タイアップ
Role Praying
舞台「『ジアース アート ネオライン 神聖創造物』～その老人は 誰よりも 若かった～」書き下ろし楽曲